# Gołuchów (Sainte-Croix)
Pour les articles homonymes, voir Gołuchów.
Gołuchów est une localité polonaise de la gmina de Kije, située dans le powiat de Pińczów en voïvodie de Sainte-Croix.